# Stanisław Rybak
Stanisław Mieczysław Rybak (ur. 1 stycznia 1944 w Ozorowie) – polski radca prawny, urzędnik państwowy i polityk. Popularny autor licznych opracowań dotyczących historii i teologii mariawickiej, aktywnie działający na rzecz Kościoła Starokatolickiego Mariawitów. 

## Działalność zawodowa
W 1967 ukończył studia prawnicze na Uniwersytecie Warszawskim oraz podyplomowe studium prawa gospodarczego (1978–1979). Po odbyciu aplikacji radcowskiej (1972) kierował zespołem radców prawnych w Centralnej Dyrekcji Okręgowej Kolei Państwowych w Warszawie. W latach 1978–1982 pracował jako radca prawny w Głównym Kwatermistrzostwie Wojska Polskiego, a w 1983 w Ministerstwie Komunikacji. Od 1984 był dyrektorem Biura Organizacyjno-Prawnego w Dyrekcji Generalnej Polskich Kolei Państwowych, a następnie dyrektorem Departamentu Organizacyjno-Prawnego w Ministerstwie Komunikacji, Ministerstwie Transportu, Żeglugi i Łączności oraz Ministerstwie Transportu i Gospodarki Morskiej (1985–1989). W grudniu 1989 został powołany na podsekretarza stanu w tym ministerstwie, a po złożeniu dymisji w 1992 został doradcą Prezesa Najwyższej Izby Kontroli. W 1993 ponownie powierzono mu funkcję podsekretarza stanu, a od 1995 sekretarza stanu w Ministerstwie Transportu i Gospodarki Morskiej. W okresie lat 1998–2001 był prezesem zarządu „Autostrady” SA w Warszawie. Od 2002, aż do przejścia na emeryturę (2012) wykonywał funkcje doradcze w Centrali PKP SA.
W okresie działalności zawodowej był przewodniczącym rad nadzorczych w spółkach: Pekaes Auto Transport (1995–1997), Gdańskiej Stoczni Remontowej im. J. Piłsudskiego (1996–1997), PKP Intercity (2002–2003), PKP Informatyka (2004–2005) i CS "Szkolenie i Doradztwo" (2006–2011). Był też doradcą prawnym władz Kościoła Starokatolickiego Mariawitów (1972–1995). Opracował dla tego Kościoła projekt Prawa Wewnętrznego, które uchwalono 17 lutego 2024 roku. 

## Odznaczenia
- Srebrny i Złoty Krzyż Zasługi
- Złoty Znak Związku Ochotniczych Straży Pożarnych
- Zasłużony dla Transportu RP

i inne odznaczenia resortowe.

## Życie prywatne
Żona Agata, ma dwie córki i dwóch synów. W 2021 zmarła córka Julia, lat 20.

## Publikacje
- S. Rybak, Mariawici [w:] Wielka Encyklopedia PWN, t. 17, Warszawa 2002.
- S. Rybak, Mariawici [w:] T. Gadacz, B. Milerski (red.), Religia. Encyklopedia, t. 6, Warszawa 2002.
- S. Rybak, Mariawityzm. Dzieje i współczesność, Warszawa 2011.
- S. Rybak, Mariawityzm. Studium historyczne, Warszawa 1992.
- S. Rybak, Starokatolicki Kościół Mariawitów [w:] Ku chrześcijaństwu jutra. Wprowadzenie do ekumenizmu, Lublin 1996.